# Milking devon
La milking devon, laitière du Devon en français, est une race bovine des États-Unis.

## Origine
La milking devon partage une histoire commune avec la devon américaine.
En 1623, des immigrants britanniques débarquent à Plymouth avec du bétail de race devon. Ces animaux constituent la base d'un élevage bovin à triple destination : fourniture de lait, viande et force de travail. De nombreux métissage ont eu lieu avec d'autres races importées, essentiellement de Grande-Bretagne et d'Espagne, sans faire fondamentalement dévier ni l'aspect physique de cette race, ni ses qualités.
Cette race a participé à la conquête de l'ouest : elle a tracté des chariots, nourri des familles des pionniers et les a aidé à mettre en valeur leurs 65 hectares attribués par le Homestead Act. 
Durant le XXe siècle, la mécanisation du travail et l'usage de race laitières plus performantes conduisent à une évolution marquée de la sélection vers une race bouchère. Ses qualités de race musclée sont appréciées et son ancienne aptitude laitière est exploitée pour la nourriture des veaux. 
Quelques éleveurs souhaitent toutefois maintenir la mixité de leurs devons. Ils séparent leur troupeau du registre généalogique de la devon et en 1978, ils créent le registre de la milking devon.

## Morphologie

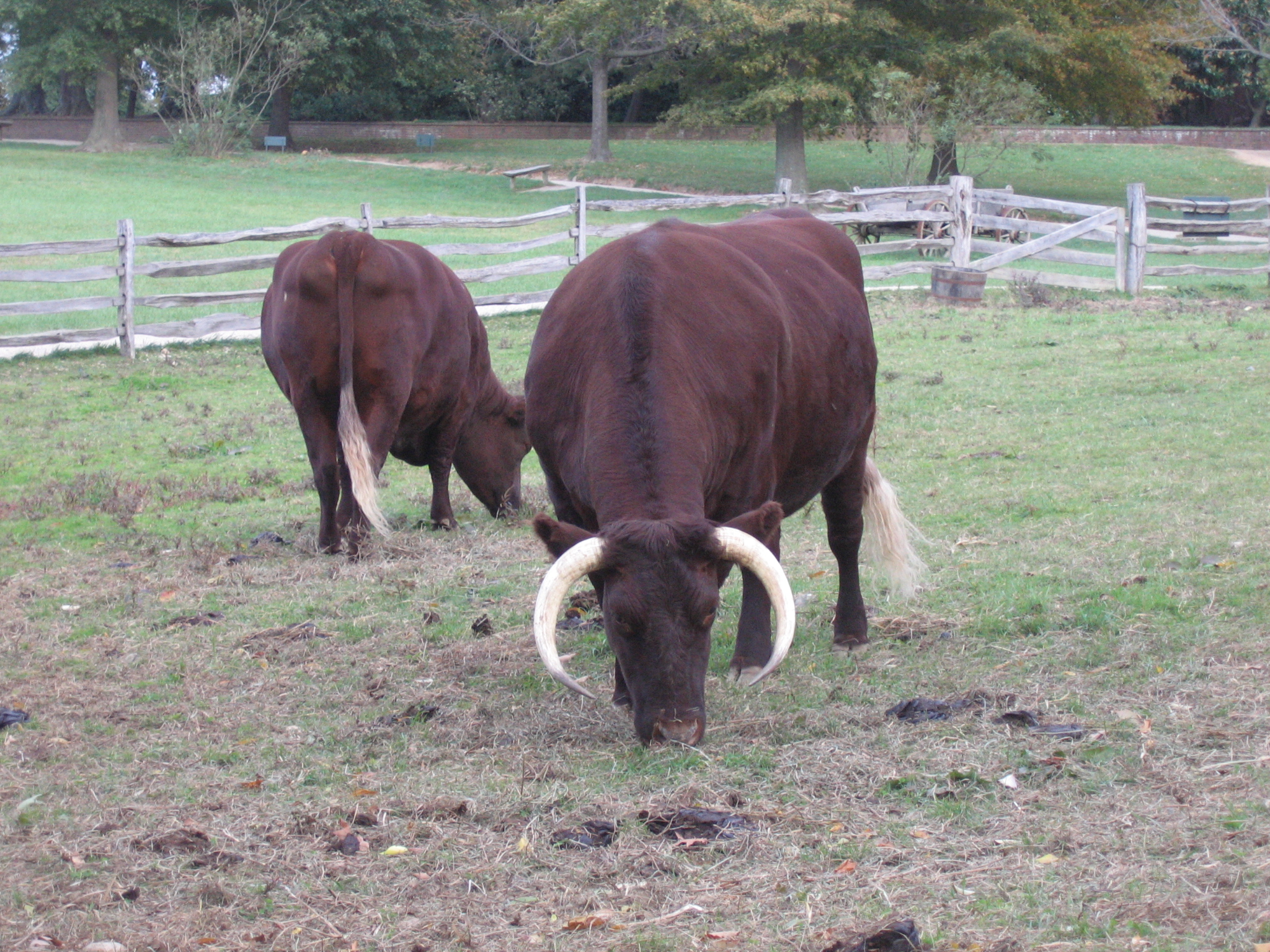
Milking devons aux cornes caractéristiques.

Les individus de cette race portent une robe rouge acajou. Les cornes sont assez longues, en lyre ouverte vers le haut ou en croissant vers le bas.
C'est une race de taille moyenne et à la carrure compacte. La vache pèse autour de 500 kilogrammes et le taureau 700-750.